# ウィンチケット
WINTICKET（ウインチケット）は、株式会社WinTicketによる競輪・オートレースのインターネット投票サービスである。株式会社WinTicketは、サイバーエージェントの連結子会社である。

## 概要
2019年4月2日にリリース。WINTICKETのリリースにあわせて、インターネットテレビ局「AbemaTV」にて「競輪チャンネル」が開設。「競輪チャンネル」からWINTICKETへの投票ボタンがあり、連動した様々なキャンペーンも不定期で開催されている。なお参入にあたっては、親会社のサイバーエージェントから全国競輪施行者協議会に対して「投資回収後に（競輪施行者からWinTicket社への）委託料率を引き下げる」意向が示されていることが明らかにされている。ABEMA 競輪・オートレースチャンネルでは、「WINTICKETミッドナイト競輪」というミッドナイト競輪やグレードレース・特別競輪の特別番組を制作・放送している。
略称については、利用者の大半が「ウイチケ」・「ウイン」、サイト等では「ウインチケ」が使用されている。
2020年1-3月期の取扱高は35億円。（4億→8億→17億→35億）。
2020年5月7日、新たにオートレースのネット投票に対応したことを発表した。同時にサービス名をWinTicketから、WINTICKETに変更している。Androidアプリは2021年3月より提供を開始した。
現在のCMメインキャラクターは千鳥である。（2024年より）。

## 特徴
- 全国競輪場・オートレース場のレース映像を高画質生配信（一部の競輪場を除く）
- 発売対象の開催場と車券発売中の間に限り、スピードチャンネルのCS放送も視聴することができる。
- 日本ベンダーネット提供のAI予想や、「予想屋」の予想をサービス内で見ること、その予想に乗っかって投票することができる。また、ユーザー自身の予想をSNSで公開（シェア）することも可能。
- 回収率の高いユーザーによる、PROユーザー予想も各レースで参照することができる。
  - PROユーザーは、回収率の高い利用者から選抜され、月初～月末の1か月任期で予想を公開できる。
- 選手情報や2015年までのレース結果が参照できる
- 充実したポイント還元サービス：　　　　　　　　　　　　　　　　　　　　　　　　　　　　　　　　　　　　　　　　　　　　　　　　　　　　Ｖポイント（旧：Ｔポイント）、Pontaポイント、ｄポイント、PayPayポイントの４種類のうちから２種類を選べる。
- PayPay、メルペイ、LINE Pay、au Pay、d払い、Apple Payといったスマートフォン決済サービスでのチャージを業界初にて導入している。
- オリジナルデータ「EXデータ」がサイトで公開されており、ラインの位置別の成績など細かな条件での勝率等を確認できる（非ユーザーでも閲覧可能）。
- 投票金額に応じた「ステージ」が与えられ、それに応じてポイントバックが行われる。月間3万円以上の投票で1％、10万円以上で2％、30万円以上で3％。一度昇格したステージは翌月末まで有効。
- 友だちを招待すると「友だち招待くじ」を双方が引くことができ、必ずポイントが当選する。

## 車券の販売方法
車券の販売はパソコン・スマートフォンから、インターネット経由で行われる。
車券を購入するには、事前に登録（要本人確認資料）ならびに、車券購入用のポイントのチャージ（入金）が必要である。
車券購入用のポイントのチャージはクレジットカード（VISA、Mastercard、JCB）、ネット銀行（PayPay銀行、楽天銀行）、ゆうちょ銀行、都市銀行（三井住友銀行、みずほ銀行、三菱UFJ銀行）Pay-easy（それ以外の金融機関）、Apple Pay（Mastercard）、払戻金、PayPay（2020年4月より）、メルペイ、LINE Pay、au Pay、ｄ払い、Ｖポイント（旧：Ｔポイント）、Pontaポイント、ｄポイント、PayPayポイントのいずれかで可能。
一度チャージしたポイントは、車券が的中しない限りは現金化されない。例えば銀行口座から1万円をチャージし、1000ポイント購入して9000ポイントが余っても残額を現金精算することは不可能。
またポイントの有効期限は180日で、期限内に購入しないとポイントは無効になる。
重勝式車券については、Dokanto!（Dokanto!7・Dokanto!4two）のみ対応している。

## 車券を販売する場

### 競輪
当初は未対応の場もあったが、2020年4月に現行競輪を実施する全42場に対応した。なお、PIST6（TIPSTAR DOME CHIBA）はウインチケットでは購入はできない。
- 函館競輪場
- 青森競輪場
- いわき平競輪場
- 弥彦競輪場
- 前橋競輪場
- 取手競輪場
- 宇都宮競輪場
- 大宮競輪場
- 西武園競輪場
- 京王閣競輪場
- 立川競輪場
- 松戸競輪場
- 川崎競輪場
- 平塚競輪場
- 小田原競輪場
- 伊東温泉競輪場
- 静岡競輪場
- 名古屋競輪場
- 岐阜競輪場
- 大垣競輪場
- 豊橋競輪場
- 富山競輪場
- 松阪競輪場
- 四日市競輪場
- 福井競輪場
- 奈良競輪場
- 京都向日町競輪場
- 和歌山競輪場
- 岸和田競輪場
- 玉野競輪場
- 広島競輪場
- 防府競輪場
- 高松競輪場
- 小松島競輪場
- 高知競輪場
- 松山競輪場
- 小倉競輪場
- 久留米競輪場
- 武雄競輪場
- 佐世保競輪場
- 別府競輪場
- 熊本競輪場

### オートレース
2020年5月の発売開始より全場に対応している。なお、オートレースでは複勝の取扱いを行っていない。
- 川口オートレース
- 伊勢崎オートレース
- 山陽オートレース
- 浜松オートレース
- 飯塚オートレース